# انیس‌کیلن
اِنیس‌کیلن (انگلیسی: Enniskillen؛ ‎/ˌɛnɪsˈkɪlən/‎) یک شهرک در ایرلند شمالی است که در شهرستان فرمانا  واقع شده‌است.
اِنیس‌کیلن ۱۳٬۸۲۳ نفر جمعیت دارد.

## خواهرخوانده
شهر بیله‌فلد خواهرخواندهٔ انیس‌کیلن هست.